# Física dels núvols
La física dels núvols és l'estudi dels processos físics que condueixen a la formació, creixement i precipitació de núvols atmosfèrics. Els núvols consisteixen en gotetes microscòpiques d'aigua líquida (núvols tebis), cristalls minúsculs de gel (núvols freds), o ambdós (núvols de fase mixta). Les gotetes dels núvols inicialment es formen per la condensació del vapor d'aigua en nuclis de condensació quan la sobresaturació d'aire supera un valor crític segons la Teoria de Köhler. Els nuclis de condensació dels núvols són necessaris per a la formació de les gotetes a causa de l'efecte Kelvin, el qual descriu el canvi en la pressió del valor de saturació a causa d'una superfície corba. A radis petits, la quantitat de la sobresaturació que cal perquè es produeixi la condensació és tan gran, que no passa naturalment. La llei de Raoult;descriu com la pressió de vapor depèn de la quantitat de solut d'una solució. A concentracions altes, quan les gotetes del núvol són petites, la sobresaturació que es necessita és més petita que sense la presència d'un nucli.
Als núvols tebis, les gotetes d'agua més grans cauen a major velocitat terminal perquè la força de fregament en gotetes més petites és més gran que en les més grans. Les gotetes grans llavors poden col·lidir amb gotetes petites i combinar-se per formar fins i tot gotes més grans. Quan les gotes esdevenen prou grans perquè l'acceleració provocada per la gravetat sigui molt més gran que l'acceleració deguda al fregament, les gotes poden caure a la terra com a precipitació. La col·lisió i la coalescència no és tan important en núvols de fase mixta on el procés de Bergeron domina. Altres processos importants que formen la precipitació és el gebre, quan una gota líquida superrefredada col·lideix amb un floc de neu sòlid, i l'agregació, quan dos flocs de neu sòlids col·lideixen i es combinen. La mecànica precisa de com uns núvols es formen i creixen no se sap amb certexa, però els científics han desenvolupat teories que expliquen l'estructura de núvols per estudiar la microfísica de les gotetes individuals. Els avenços en els radars meteorològics i la tecnologia de satèl·lit també han permès l'estudi precís de núvols a gran escala.

## Història de física dels núvols
La història de la microfísica dels núvols es desenvolupà al segle xix i es descriu en diverses publicacions. Otto von Guericke fou el primer a proposar que els núvols estaven composts de bombolles d'aigua. El 1847 Agustus Waller utilitzà teranyines per examinar lesgotetes sota el microscopi. Aquestes observacions foren confirmades per William Henry Sopa el 1880 i Richard Assmann el 1884.

## Formació: com l'aire esdevé saturat

### Refredant aire al seu punt de rosada

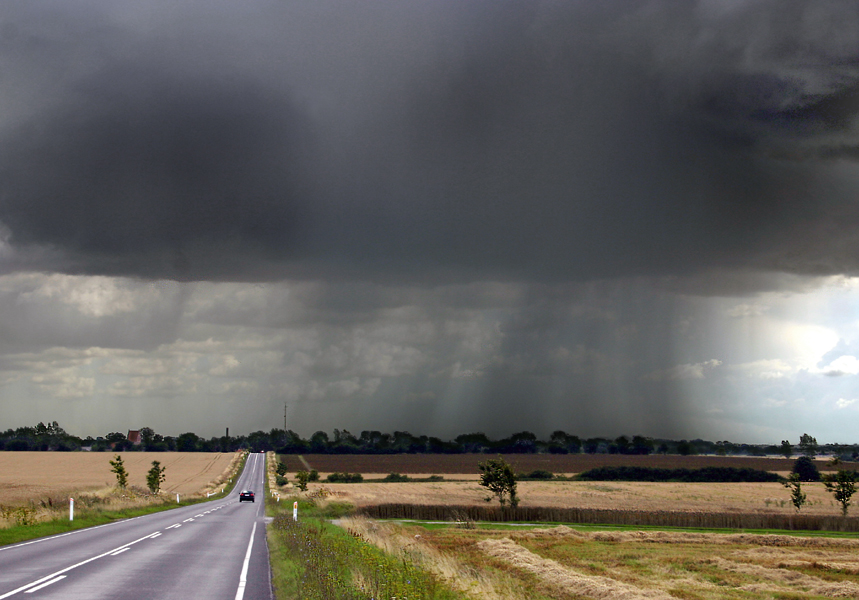
Pluja d'estiu a Dinamarca. Gairebé el color negre de la base indica que el núvol en primer terme és probablement un cumulonimbe.

#### Refredament adiabàtic: pujada de paquets d'aire humit
Mentre l'aigua s'evapora d'una àrea de la superfície de terra, l'aire sobre aquella àrea esdevé humit. L'aire humit és més lleuger que l'aire sec circumdant, creant una situació inestable. Quan s'ha acumulat prou aire humit, tot l'aire humit puja com un sol paquet, sense barrejar-se amb l'aire circumdant. Si es continua formant aire humit al llarg de la superfície, el procés repeteix, donat coma resultat una sèrie de paquets d'aire humit que pugen per formar núvols.
Aquest procés ocorre quan un o més de tres possibles agents d'aixecament—ciclònics/frontals, convectius, o orogràfics—causen que l'aire que conté vapor d'aigua invisible s'elevi i es refredi al seu punt de rosada, la temperatura a la qual l'aire esdevé saturada. El mecanisme principal darrere d'aquest procés és el refredament adiabàtic, on la temperatura de l'aire tendeix a ser més baixa a major elevació, a causa de la força de gravetat. La pressió atmosfèrica disminueix amb l'altitud, així que l'aire que puja s'expandeix en un procés que desprèn energia i causa que l'aire es refredi, la qual cosa redueix la seva capacitat de sostenir vapor d'aigua. Si l'aire es refreda fins al seu punt de rosada i esdevé saturat, normalment deixa anar el vapor que ja no pugui retenir, el qual es condensa en un núvol. El vapor d'aigua en aire saturat normalment s'ajunta en nuclis de condensació com per exemple pols i partícules de sal que són prou petites com per a poder sostenir-les sospeses en la circulació normal de l'aire. Les gotetes d'aigua en un núvol tenen un radi normal d'aproximadament 0.002 mm. Les gotetes poden col·lidir per formar gotetes més grans que queden sospeses mentre la força de fregament de l'aire domini sobre la força gravitacional per partícules petites.
Per a núvols no convectius, l'altitud a què la condensació es comença a produir s'anomena nivell de condensació per elevació, la qual més o menys determina l'alçada de la base del núvol. Els núvols convectius lliures generalment es formen a l'altitud del nivell de condensació per convecció. Els Nuclis de condensació com les partícules de sal que són prou petites com per mantenir-se flotant per la circulació normal de l'aire normalment atreuen el vapor d'aigua en aire saturat. Si el procés de condensació ocorre sota el nivell de la isoterma zero en la troposfera, els nuclis ajuden a transformar el vapor en gotetes molt petites d'aigua. Els úvols que es formen just per sobre d'aquest nivell es componen majoritàriament de gotetes líquides superrefredades, mentre els que es condensen fora a altituds més altes on l'aire és molt més fred generalment agafen la forma de cristalls de gel. Una absència de partícules de condensació suficient per sobre o al nivell de condensació causa la pujada d'aire que esdevindrà sobresaturat i es tendeix a inhibir la formació de núvols.

##### Ascensió frontal i ciclònica
L'ascensió frontal i ciclònica ocorre en les seves manifestacions més clares quan l'aire estable, el qual s'ha estat sotmès poc o gens d'escalfament de superfície, es força cap a fronts meteorològics i al voltant de centres de pressió baixa. Els fronts càlids associats a ciclons extratropicals tendeixen a generar majoritàriament núvols cirriformes i estratiformes sobre una àrea ampla llevat que la massa d'aire càlida que s'apropi sigui inestable, on els núvols congestus o cumulonimbus seran els principals a la capa de núvols de precipitació. Els fronts freds són normalment més ràpids i generaren una línia més estreta de núvols que són majoritàriament estratocumuliformes, cumuliformes, o cumulonimbiformes depenent de l'estabilitat de la massa d'aire càlida just al capdavant del front.

##### Ascensió convectiva
Un altre agent és el moviment ascendent convectiu causat per l'escalfament solar durant dia a nivell de superfície, o per la relativament alta humitat absoluta. La radiació d'ona curta generada pel sol es reemet com a radiació d'ona llarga quan assoleix la superfície de la terra. Aquest procés escalfa l'aire més proper a la terra i augmenta la inestabilitat de la massa d'aire en crear un gradient de temperatura més diferenciat de temperat o calent a nivell de superfície a fred a dalt. Això fa que pugi i es refredi fins que adquireix la temperatura d'equilibri amb l'aire circumdant a la zona superior. La inestabilitat moderada permet per la formació de núvols cumuliformes de mida moderada que poden produir ruixats lleugers si la massa d'aire és prou humida. La convecció típica ascendent pot permetre que les gotetes creixin fins a un radi d'aproximadament 0.015 mil·límetres abans de precipitar-se com a ruixats. El diàmetre equivalent d'aquestes gotetes és aproximadament 0.03 mil·límetres.
Si l'aire a prop de la superfície esdevé extremadament càlid i inestable, el seu moviment ascendent pot esdevenir bastant explosiu resultant en núvols cumulonimbiformes que poden causar Condicions meteorològiques extremes. Les partícules minúscules d'aigua que compacten el grup de núvols per formar gotetes de pluja es veuran afectades per la força de gravetat i cauran a terra. Les gotetes normalment s'evaporarien sota el nivell de condensació, però fortes ascendents amorteixen la caiguda les gotetes, i les pot mantenir a dalt molt més del que ho farien en altres condicions. Ascendents violents poden assolir velocitats de fins a 290 km per hora. Com més gotetes de pluja es mantinguin a dalt, més temps tenen per créixer gotetes més grans que finalment cauen en forma de forts aiguats.
Les gotetes de pluja dels núvols que estan per sobre ben per sobre del nivell de congelació esdevenen gotes super-fredes al principi i després es congelen formant calamarsa. Un nucli de gel congelat arribar fins als 1,3 cm viatjant través d'un d'aquests corrents ascendents i pot voltar a través de diversos corrents ascendents i descendents abans de finalment esdevenir tan pesant que cau formant calamarsa o pedra. En tallar un gra de calamarsa es pot veure capes de gel com les de les cebes, això indica les vegades que ha passat el gra a través de les diferents capes d'aigua superfreda. S'han trobat pedres de calamarsa de fins a 18 cm.
L'ascensió convectiva pot ocórrer en una massa d'aire inestable ben lluny de qualsevol front. Tanmateix aire inestable i molt tebi també es pot presentar al voltant de fronts i centres de baixa pressió, sovint produint núvols cumuliformes i cumulonimbiformes en concentracions més pesants i actives a causa dels corrents ascendents frontal i convectius combinats. Igual que amb les ascensions convectives no frontals, la inestabilitat constant promou el creixement vertical de núvols i augmenta el potencials de temps violent. En comparativament rares ocasions, l'ascensió convectiva pot ser prou poderosa per a penetrar la tropopausa i empènyer la part superior del núvol a l'estratosfera.

##### Ascensió orogràfica
Una tercera font d'ascensió és la circulació del vent que força l'aire per sobre d'una barrera física com per exemple una muntanya (ascensió orogràfica). Si l'aire és generalment estable, només es formaran barrets de núvols lenticulars. Tanmateix, si l'aire esdevé suficientment humit i inestable, poden aparèixer ruixats i tempestes.

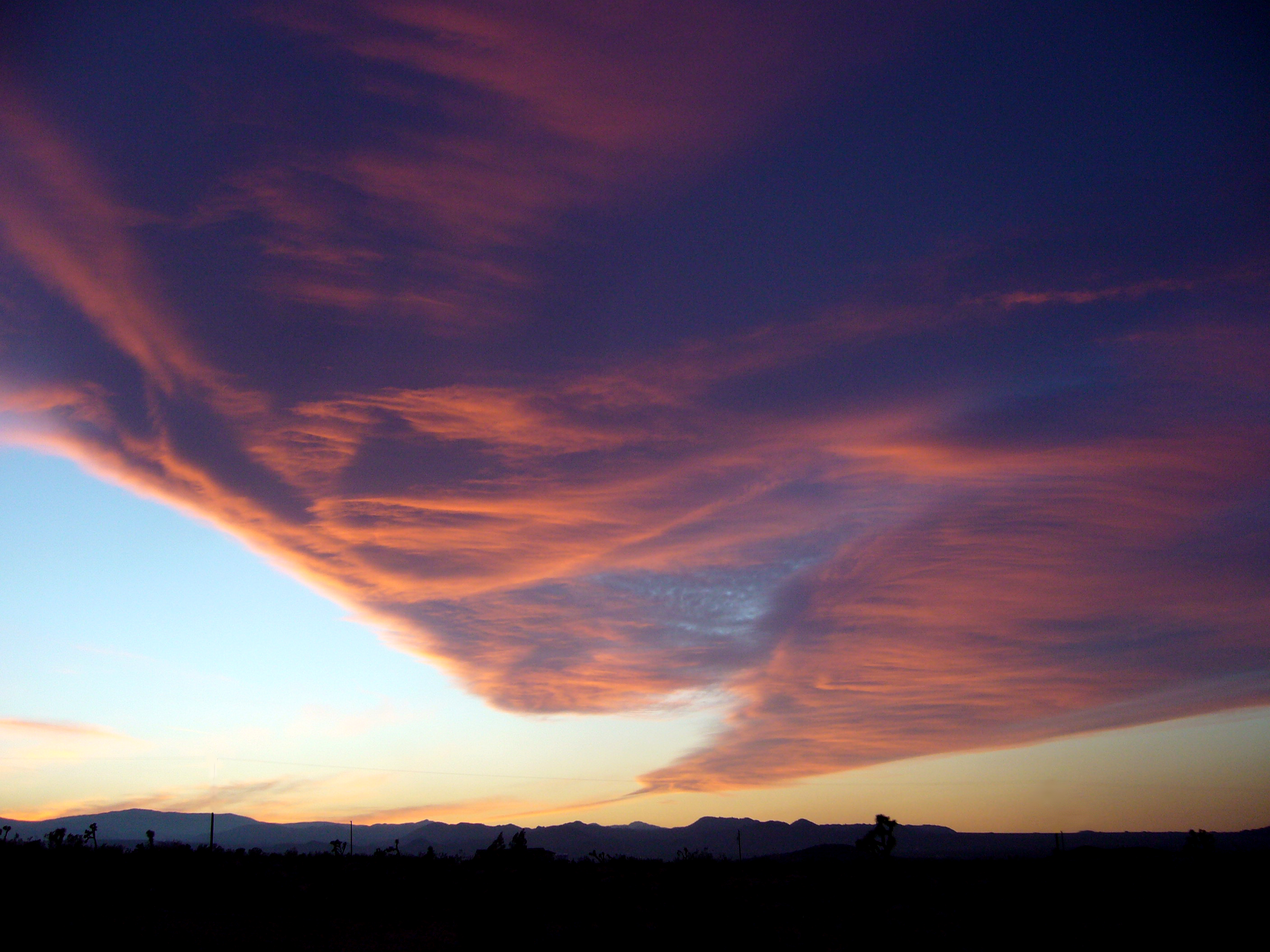
Crepuscle ventós realçat per l'angle del Sol, pot semblar visualment un tornado resultat de l'ascensió orogràfica.

#### Refredament no adiabàtic
Juntament amb refredament adiabàtic que requereix un agent d'ascensió, hi ha tres altres mecanismes principals per abaixar la temperatura de l'aire al seu punt de rosada, i tots ells ocorren prop del nivell de superfície i no requereixen ascensió de l'aire. El refredament conductor, radiacional, i evaporatiu pot causar condensació a nivell de superfície que resulta en la formació de boira. El refredament conductor té lloc quan aire d'una àrea font relativament suau es posa en contacte amb una superfície més freda, un exemple seria quan moviments d'aire marins suaus entren en contacte amb una àrea de terra més freda. El refredament radiacional ocorre a causa de l'emissió de radiació infraroja, ja sigui per l'aire o per la superfície de sota. Aquest tipus de refredament és comú a la nit quan el cel és clar. El refredament evaporatiu passa quan s'afegeix humitat a l'aire a través de l'evaporació, la qual força la temperatura d'aire a refredar-se fins a la seva temperatura de bulb humit, o de vegades al punt de saturació.

### Afegint humitat a l'aire
Hi ha cinc maneres principals d'afegir vapor d'aigua a l'aire. L'increment del vapor pot resultar de la convergència de vent per damunt de l'aigua o d'àrees de terra humida amb àrees de moviment ascendent. La precipitació o la virga quan cau des de dalt també augmente el contingut d'humitat. L'escalfament diürn escalfa l'aigua i l'evapora de la superfície dels oceans, de les masses d'aigua o de la terra humida. La transpiració de les plantes és una altra font típica de vapor d'aigua. Finalment, aire fresc o sec quan es mou sobre l'aigua més tèbia esdevindrà més humit. Com amb l'escalfament diürn, l'addició d'humitat a l'aire augmenta el seu contingut de calor i la seva inestabilitat i ajuda a posar en marxa aquells processos que comporten la formació de núvols o boira.

### Sobresaturació
La quantitat d'aigua que pot existir en forma de vapor en un volum donat augmenta amb la temperatura. Quan la quantitat de vapor d'aigua està en equilibri per sobre d'una superfície plana d'aigua el nivell de pressió de vapor s'anomena saturació i la humitat relativa és 100%. A aquest equilibri hi ha igual nombre de les molècules que s'evaporen de l'aigua que les que es condensen per formar l'aigua líquida. Si la humitat relativa esdevé més gran del 100%, s'anomena aire sobresaturat. La sobresaturació ocorre en l'absència de nuclis de condensació, per exemple la superfície plana d'aigua.
Com la pressió de vapor de saturació és proporcional a la temperatura, l'aire fred té un punt de saturació més baix que aire càlid. La diferència entre aquests valors és la base per la formació de núvols. Quan l'aire saturat es refreda, ja no pot contenir la mateixa quantitat de vapor d'aigua. Si les condicions són correctes, l'aigua sobrant es condensarà fora de l'aire fins que s'assoleix el punt de saturació més baix. Una altra possibilitat és que l'aigua romangui en forma de vapor, fins i tot encara per sobre del punt de saturació, el que resultaria en una sobresaturació.
La sobresaturació de més de 1–2% relatiu a l'aigua no és usual a l'atmosfera, ja que els nuclis de condensació del núvol estan presents normalment. Graus molt més alts de sobresaturació són possibles en aire net, i són la base de la cambra de boira.

### Superrefredament
Les gotetes d'aigua generalment queden com aigua líquida i no congela, fins i tot ben bé per sota 0 °C, a causa de l'alta tensió de superfície de cada microgoteta, la qual els impedeix d'expandir-se per formar cristalls de gel més grans. Sense nuclis de gel les gotetes superfredes d'aigua poden existir fins a aproximadament −40 °C, en aquest punt es congelen espontàniament.

### Col·lisió-coalescència
Una teoria que explica com el comportament de gotetes individuals en un núvol condueixen a la formació de precipitació és l'anomenat procés de col·lisió-coalescència. Les gotetes sospeses en l'aire interaccionaran entre elles, o col·lidint i rebotant o combinant-se per formar gotes més grans. Finalment, les gotes esdevenen prou grans per caure la terra en forma de precipitació. El procés de col·lisió-coalescència no és una part significativa de la formació de núvols, ja que les gotes d'aigua tenen una tensió superficial relativament alta. A més a més, l'ocurrència de la col·lisió-coalescència està relacionada amb a processos d'arrossegament i barreja.

### Procés de Bergeron
El mecanisme primari per la formació de núvols de gel va ser descoberta per Tor Bergeron. El procés de Bergeron afirma que la pressió de vapor d'aigua, o quant vapor d'aigua un volum donat pot aguantar, depèn de què està interactuant. Concretament, la pressió de vapor de saturació amb respecte al gel és més baixa que la pressió de vapor de saturació amb respecte a l'aigua. El vapor d'aigua quan interactua amb una gota d'aigua pot estar saturat, a una humitat relativa del 100%, però quan la mateixa quantitat d'aigua interactua amb una partícula de gel podria convertir-se en supersaturat. El vapor d'aigua intentarà retornar a l'equilibri, així que el vapor d'aigua extra es condensarà en gel en la superfície de la partícula. Aquestes partícules de gel acaben amunt com nuclis de cristalls de gel més grans. Aquest processa només passa a temperatures entre 0 °C i −40 °C. Per sota de −40 °C, l'aigua líquida es congelarà espontàniament. La tensió superficial de l'aigua permet que la gota quedi líquida molt per sota del seu punt de congelació normal. Quan això passa, s'anomena aigua líquida superrefredada. El procés de Bergeron es basa en el fet que l'aigua líquida superrefredada interacciona amb nuclis de gel per formar partícules més grans. Si hi ha pocs nuclis de gel comparat amb la quantitat d'aigua líquida superrefredada, no es podran formar les gotes. El procés pel qual els científics sembren un núvol amb nuclis de gel artificial per animar la precipitació es coneix com a sembra de núvols. Això pot ajudar a crear precipitació en núvols que altrament no produirien pluja. La sembra de núvols afegeix nuclis de gel artificials en excés que fan canviar l'equilibri de manera que hi ha molts nuclis comparat a la quantitat d'aigua líquida superrefredada. Un núvol sobresembrat formarà moltes partícules, però seran molt petit. Això podria ser una mesura per les àrees amb alt risc tempestes de calamarsa.

## Classificació de núvol
Els núvols es classifiquen segons l'altura a la qual es troben, i la seva forma o aspecte. Hi ha cinc formes basades en l'estructura física i el procés de formació. Els núvols Cirriformes són alts, prims i dispersos, i es veuen sovint al llarg de les vores davanteres de pertorbacions organitzades. Els núvols estratiformes són núvols no convectius i apareixn com extenses capes sembant a fulls, variant des de prims a molt gruixuts amb desenvolupament vertical considerable. Són majoritàriament el producte d'ascensió d'aire estable a gran escala. Inestable lliure-convective Els núvols cumuliformes convectius inestables es formen majoritàriament en muntanyes localitzades. Els núvols estratocumuliformes de convecció limitada mostren una barreja de les característiques dels cumuliformes i estratiformes i apareixen en la forma de rotlles o rugositats. Els núvols cumulonimbiformes altament convectius tenen estructures complexes sovint incloent-hi cirriformes a la parts superior i núvols estratocumuliformes accessoris.
Aquestes formes es classifiquen també per l'altitud o estadi en deu tipus de genus. Tots els núvols cirriformes es classifiquen com alts i per això constitueixin un sol genus de núvols cirrus. Els núvols estratiformes i estratocumuliformes a l'estadi alt de la troposfera tenen el prefixi cirro- afegit als seus noms quedaran els gèneres genera cirrostratus i cirrocúmul. Els núvols similars trobats en l'estadi mitjà porten el prefix alto- resultant en el genus altostratus i altocúmul.
Els núvols d'estadis baixos no tenen cap prefix d'alçada relacionat, així els estratiformes i estratocumuliformes al voltant 2 quilòmetres o més baixos s'anomenen senzillament estratus i estratocúmuls. Els núvols cúmuls petits amb desenvolupament vertical petit també es classifiquen generalment com d'estadi baix.
Els cumuliformes i cumulonimbiformes apilats de mida mitjana a gran i amb capes estratiformes profundes que ocupen més d'una gamma d'altitud es classifiquen normalment com verticals o multi-estadi. Els nimbostratus són capes estratiformes capes amb desenvolupament vertical suficient per produir precipitació significativa. Els cumulus grans, i els cumulonimbus es poden formar a qualsevol lloc des de prop de la superfície a alçades mitjanes de prop de 3 quilòmetres. Del verticalment va desenvolupar núvols, el tipus de cumulonimbe són els núvols més alts de desenvolupament vertical i poden espandir-se per tota la troposfera des d'uns quants centenars de metres per sobre del terra fins a la tropopausa. És el núvol responsable de les tempestes.

## Determinació de propietats
Els satèl·lits solen reunir dades sobre les propietats dels núvols i altres informacions com la quantitat de Núvols, l'alçada, emissivitat d'IR, profunditat òptica visible, mida de partícula eficaç per líquids i gels, pressió i temperatura superior dels núvols. Els cúmuls i els cumulonimbes dels núvols estratus. La formació de gel. Se sap que estratus i estratocúmuls baixos poden la formació de gel a temperatures de 0 a −10 °C. Per als altocúmuls i altostratus de mitjana alçada, és 0 a −20 °C. Vertical o multi-étage I els cúmuls, cumulonimbes, i el nimbostratus verticals multiestadis és 0 a −25 °C. Els cirrus, cirrocúmuls, i el cirrostratus alts generalment no hofan perquè estan fets majoritàriament de cristalls de gel més freds que −25 °C. Un típic cúmul té una massa d'aproximadament 500 tones mètriques.

### Detecció
Les dades que fan referència a les propietats dels núvols es recullen utilitzant satèl·lits, com MODIS, POLDER, CALIPSO o ATSR, que són els instruments que mesuren les radiàncies dels núvols i així obtenir els paràmetres rellevants necessaris. Això es fa normalment utilitzant la teoria inversa.
El mètode de detecció està basat en el fet que els núvols tendeixen a aparèixer més brillant i més freds que la superfície de terra. A causa d'aquest fet, les dificultats augmenten quan s'intenten detectar núvols per sobre de superfícies brillants (altament reflectants) com oceans i gel.

### Paràmetres
El valor d'un paràmetre és més fiable com satèl·lits estan mesurant el paràmetre. Això és perquè la gamma d'errors i els detalls a negligir varia d'un instrument a un altre. Per això, si el paràmetre analitzat té valors similars per instruments diferents, s'accepta que de valor correcte està en la gamma donada pels corresponents conjunts de dades.
L'experiment d'energia Global i de Cicle de l'Aigua utilitza les quantitats següents per tal de comparar la qualitat de les dades dels diferents satèl·lits per tal d'establir una quantificació fiable de les propietats dels núvols:
- La coberta de núvol o quantitat de núvol samb valors entre 0 i 1
- La temperatura de núvol a la part superior de núvol que varia de 150 a 340 K
- La pressió de núvol a superior 1013 - 100 hPa
- L'alçada de núvol, mesurada per sobre el nivell del mar, variant de 0 a 20 km
- L'emissivitat d'IR del núvol, amb valors entre 0 i 1, amb una mitjana global al voltant 0.7
- La quantitat de núvol eficaç, la quantitat de núvol pesada per l'emissivitat d'IR del núvol, amb una mitjana global de 0.5
- La profunditat òptica del núvol (visible) varia dins d'una gamma de 4 i 10.
- El camí de l'aigua del núvol pel líquid i sòlid (gel) fases de les partícules del núvol
- La mida de les partícules efectives del núvol per ambdós líquid i gel, variant de 0 a 200 μm

### Congelació
Una altra propietat important són les característiques de congelació de diversos tipus de gèneres de núvols a diverses altituds, la qual cosa pot tenir un gran impacte en la seguretat aèria. Les metodologies utilitzades per determinar aquestes característiques inclouen utilitzar les dades del CloudSat dada per l'anàlisi irecollida d'informació sobre les condicions de congelació, la ubicació dels núvols utilitzant dades de reflectivitat i geometria del núvol, la identificació de tipus de núvols utilitzant les dades de classificació de núvols, i trobant distribució de temperatura vertical al llarg del seguiment del CloudSat (GFS).
La gamma de temperatures que poden donar les condicions de congelació es defineixen segons el tipus de núvol:
Estratus i estratocúmuls baixox poden causar congelació a una gamma de temperatura de 0 a -10 °C.
Per als altocúmuls i altostratus, la gamma és 0 a -20 °C.
Els cúmuls, cumulonimbes, i nimbostatus, a una gamma de 0 a -25 °C.
Els cirrus, cirrocúmuls, i els cirrostratus generalment no causen congelació perquè estan fets majoritàriament de cristalls de gel més freds que -25 °C.

### Cohesió i dissolució
Hi ha forces per tot l'homosfera (la qual inclou la troposfera, estratosfera, i mesosfera) que poden tenir un impacte en la integritat estructural d'un núvol. Tanmateix, mentre l'aire romangui saturat, la força natural de cohesió que aguanta les molècules d'una substància actua per mantenir el núvol sense trencar-se. La dissolució del núvol pot ocórrer quan el procés de refredament adiabàtic cesa i l'ascendent de l'aire es reemplaça per la subsidència. Això provoca com a mínim algun grau d'escalfament adiabàtic de l'aire que pot resultar en que les gotetes de núvol o els cristalls es converteixin en vapor d'aigua invisible. Les forces més fortes com el cisallament del vent i els corrents descendents poden tenir un impacte en els núvols, però estan limitades en gran part a la troposfera on gairebé tot el temps atmosfèric de la Terra té lloc. Un cúmul típic pesa aproximadament 500 tones mètriques, el pes de 100 elefants.